# 123TV
123TV (estilizado como 1·2·3 TV) es un canal de televisión infantil venezolano, el único de su tipo en dicho país, fundado por el entonces presidente Hugo Chávez en el año 2007 y es propiedad del Estado venezolano formando parte del Sistema Bolivariano de Comunicación e Información.

## Historia
123TV fue fundado por el gobierno del entonces Hugo Chávez en 2007, convirtiéndose en el primer y único canal de televisión infantil de producción venezolana e inició sus transmisiones en 2008.
El canal fue originalmente un bloque de televisión en el canal educativo ViVe. Era un bloque que transmitía de lunes a viernes por las mañanas y las tardes y los fines de semana por las mañanas. Fue lanzado por primera vez por CANTV  y operado por COVETEL en 2007.
El 7 de enero de 2011, se lanzó como un canal de televisión independiente e ingresó en la TDA y en CANTV Televisión Satelital, mientras que ViVe quedó como canal hermano en la señal nacional.
En noviembre de 2019, se cambió su paquete gráfico a motivos relacionados con su duodécimo aniversario.
En 2020, 123TV volvió a transmitir su señal en ViVe en las mañanas sin dejar de ser un canal independiente de este. 
En 2022, se estrenó un nuevo paquete gráfico y además de una nueva programación para el canal.
Posteriormente 1·2·3 TV dejó su bloque de programación en ViVe por las mañanas y es reemplazado por retransmisiones de los programas del canal principal.

## Programación
Este canal transmite series animadas, programas infantiles, educativos, culturales y recreativos producidos por ViVe, Colombeia, ConCiencia TV, TVes y otros estudios venezolanos de animación y de televisión.
También transmite otras series latinoamericanas como series de canal infantil argentino Pakapaka, las chilenas Ozie Boo! (Lo cual originalmente es de Chile y a la vez tiene la versión de 2 minutos que es Francia) y 1, 2, 3, ¡A jugar!, las dominicanas La Abeja Atómica y Pingüinitos y otras series de otros países latinoamericanos.
Estas series son dirigidas a las edades comprendidas entre 0 a 10 años, las 24 horas del día.

## Logotipos

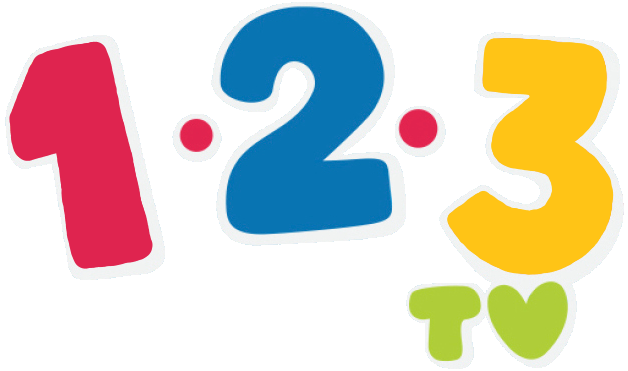
2007-2018
2018-2022
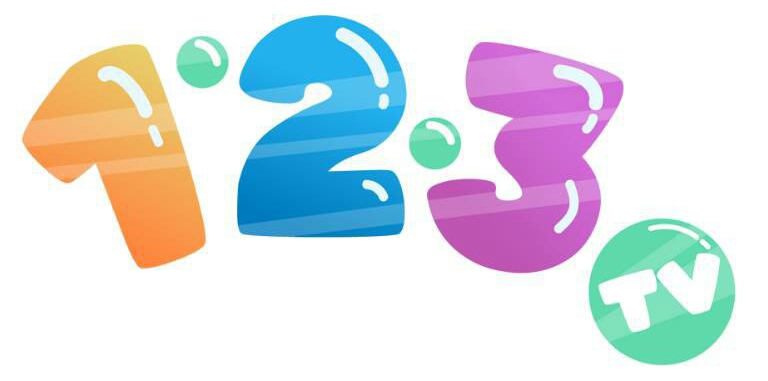
Desde 2022